# 만하임 공정
만하임 공정은 황산과 염화 나트륨을 섞어서 염화 수소와 황산 나트륨을 만드는 공정을 말한다.
2 NaCl + H2SO4 → Na2SO4 + 2 HCl
탄산 나트륨의 예전 제법인 르블랑 공정의 첫 단계이기도 하다.

## 같이 보기
- 르블랑 공정